# 普斯托伊島 (阿拉斯加州)
普斯托伊島是美國的島嶼，位於太平洋海域，屬於福克斯群島的一部分，由阿拉斯加州負責管轄，長0.5公里，最高點海拔高度1米，島上無人居住。
53°23′43″N 167°49′31″W / 53.39528°N 167.82528°W